# Aviacon Citotrans
L'Aviacon Zitotrans (in russo: АВИАКОН ЦИТОТРАНС) conosciuta anche come Aviacon Air Cargo è una compagnia aerea cargo russa con base tecnica all'aeroporto di Ekaterinburg-Kol'covo, nell'oblast' di Sverdlovsk in Russia.

## Strategia
L'Aviacon Zitotrans dispone di una flotta cargo di sette aerei Ilyushin Il-76 con la base tecnica all'aeroporto di Ekaterinburg-Kol'covo, in Russia, ma la maggior parte dei voli della compagnia aerea sono effettuati all'estero.
L'Aviacon Zitotrans è il vettore registrato presso l'ONU dal 2004, la compagnia aerea effettua i voli charter per il conto di World Food Program, UNCHR in Afghanistan, Angola, Liberia, Timor, Repubblica Democratica del Congo, Bosnia.
Nel 2008 la compagnia aerea ha ottenuto i certificati operativi del Canada e della Cina ampliando la rete delle destinazioni e occupando il settimo posto tra le compagnie aerei cargo della Russia. L'Aviacon Zitotrans ha svolto il 90% dei voli sul mercato internazionale trasportando l'11% in più della merce rispetto all'anno precedente.
Nel 2008 l'Aviacon Zitotrans diventò il membro della TIACA (in inglese: The International Air Cargo Association). La compagnia aerea ha effettuato la certificazione IOSA (IATA Operational Safety Audit) necessaria per gli standard della sicurezza mondiali.
11 dicembre 2009 - l'aereo della Aviacon Zitotrans ha trasportato tre ambulanze per il contingente ISAF da Torino a Herat in Afghanistan.
Nel gennaio 2010 l'Aviacon Zitotrans di Ekaterinburg ha annunciato l'aumento della capitalizzaione a 2 milioni USD.
19 gennaio 2010 - l'aereo della compagnia aerea russa ha trasportato il carico degli aiuti umanitari della Croce Rossa tedesca dal Berlino a Haiti dopo il Terremoto di Haiti del 2010. Nel settembre 2008 gli aerei dell'Aviacon Zitotrans hanno trasportato gli elicotteri per la missione dell'ONU inviata a Haiti dopo l'Uragano Ike e l'Uragano Gustav.
Nel giugno 2010 in seguito alla crisi politica nella repubblica asiatica di Kirghizistan gli aerei della Aviacon Zitotrans hanno portato circa 80 t degli aiuti umanitari per conto di Croce Rossa e Mezzaluna Rossa Internazionale, Programma alimentare mondiale, Medici senza frontiere effettuando voli da/per l'aeroporto di Biškek-Manas.
Nel gennaio - giugno 2010 gli aerei della Aviacon Zitotrans hanno trasportato 6,029 t di merce, aumentando per il 62% il volume di lavori effettuati rispetto allo stesso periodo del 2009. 74% dei voli della compagnia aerea cargo russa sono stati effettuati nelle operazioni governativi all'estero, in particolare nelle zone del terremoto di Haiti in collaborazione con Croce Rossa e Mezzaluna Rossa Internazionale. Nei voli interni la compagnia aerea ha svolto i trasporti di attrezzature per Kamčatka sulla richiesta di Gazprom che sta svolgendo il programma strategico di gassificazione nel Circondario federale dell'Estremo Oriente della Russia. Nel 2010 la compagnia aerea ha occupato il secondo posto nel mondo tra le compagnie aeree cargo che utilizzano per il trasporto gli aerei sovietici Ilyushin Il-76.

## Flotta attuale

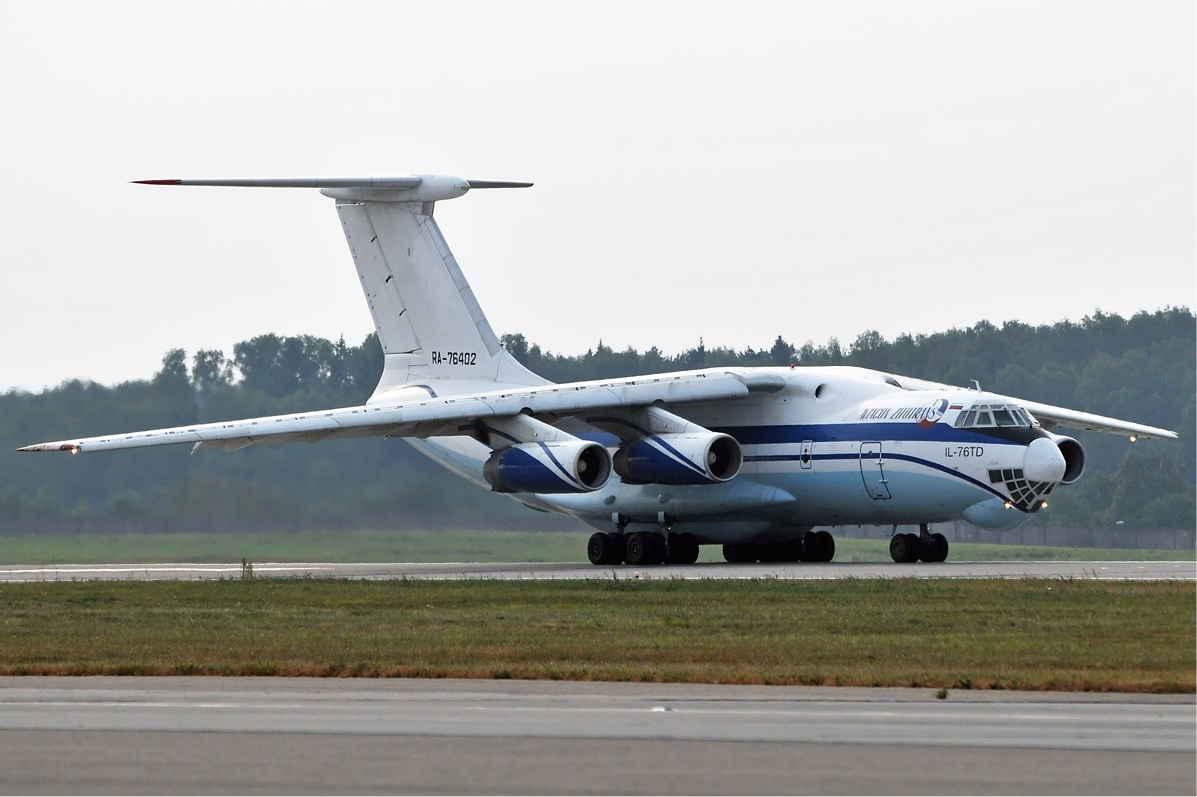
Ilyushin Il-76TD nella livrea storica dell'Aviacon Citotrans all'aeroporto di Mosca-Šeremet'evo

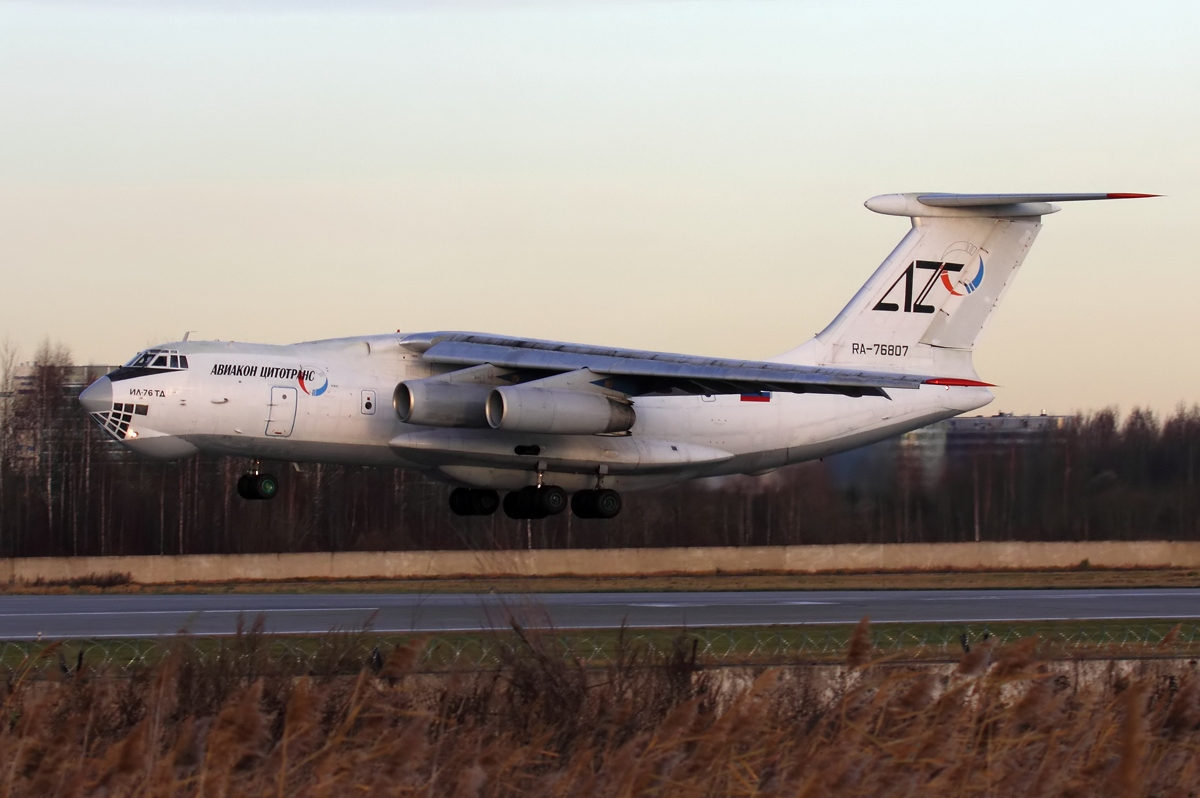
Ilyushin Il-76TD in livrea dell'Aviacon Citotrans all'aeroporto di San Pietroburgo-Pulkovo

- 6 Ilyushin Il-76TD

## Flotta storica
- Ilyushin Il-76T
- Tupolev Tu-154M

## Accordi commerciali
- Aero Rent Airlines
- Banca Centrale della Russia
- Gazprom
- Grodnoavia
- "Rosneft'" Oil Company
- Corporazione Statale RosOboronExport
- Cubana de Aviación[8]
- UTair
- Fabbrica degli Elicotteri di Kazan'
- Fabbrica dell'Aviazione di Novosibirsk
- Fabbrica dell'Aviazione Civile degli Urali, Ekaterinburg
- La Repubblica di Guinea
- Sberbank
- Spark S.p.a., San Pietroburgo
- FGUP NPO PM in nome di M.F.Rešetnev
- Fabbrica della Costruzione dei macchinari di Kurgan
- OKB KBP di Tula
- Programma alimentare mondiale dell'ONU
- US AID